# Étroiture

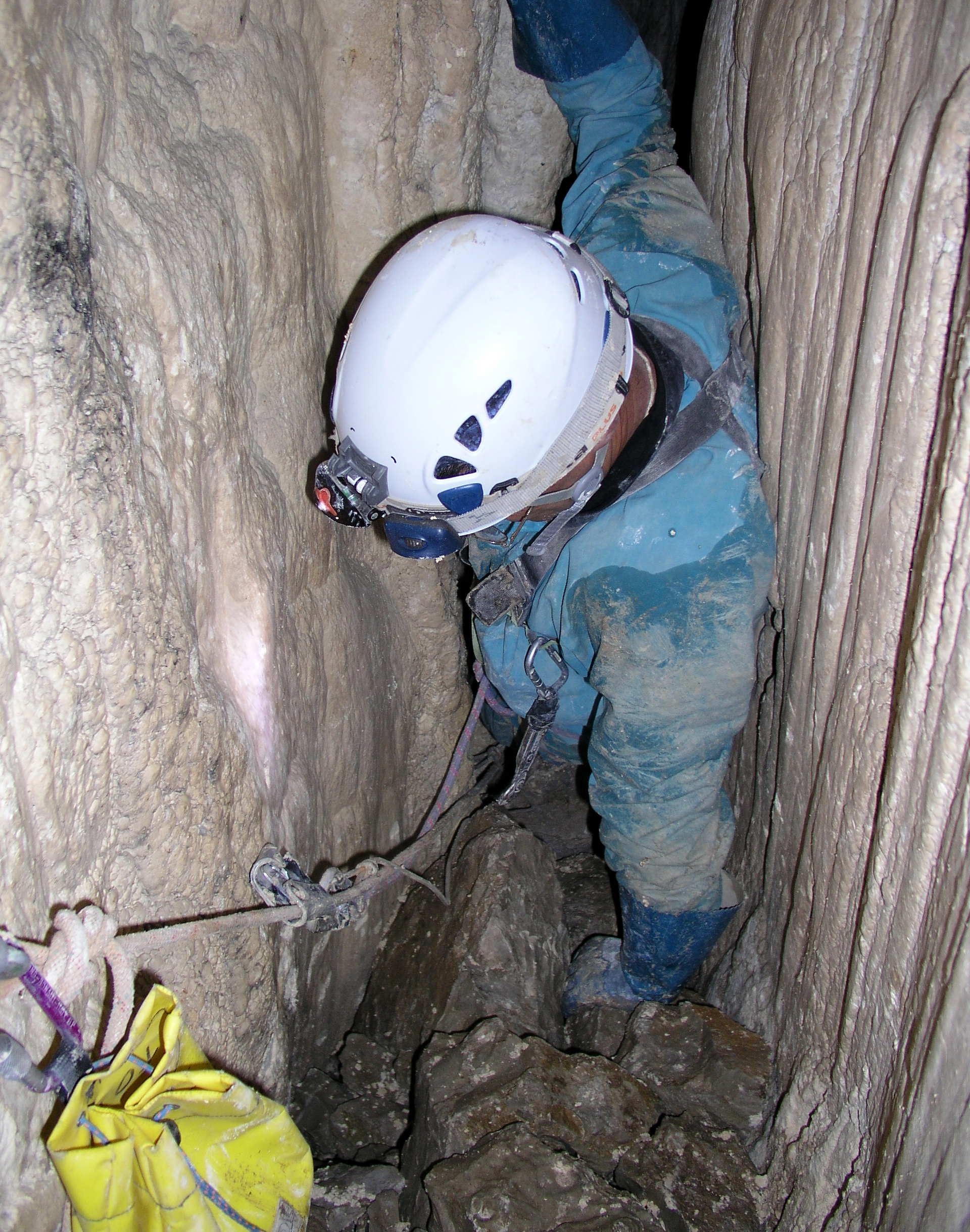
Passage d'une étroiture dans le gouffre du Pé de Muéou (Éourres, Hautes-Alpes).

En spéléologie, une étroiture est un resserrement sévère du passage, mais qui peut être franchi. On utilise parfois les termes d'étranglement, rétrécissement ou goulet.
Lorsque l’étroiture d’une grotte est un passage bas, elle prend le nom de chatière.

## Lexicologie
Le mot étroiture ne figure pas dans les dictionnaires courants, il appartient au lexique spécialisé de la spéléologie et par conséquent à celui de la karstologie.